# Okręg wyborczy Manchester Hulme
Okręg wyborczy Manchester Hulme powstał w 1918 r. i wysyłał do brytyjskiej Izby Gmin jednego deputowanego. Okręg obejmował dystrykt Hulme w Manchesterze. Został zlikwidowany w 1950 r.

## Deputowani do brytyjskiej Izby Gmin z okręgu Manchester Hulme
- 1918–1929: Joseph Nall, Partia Konserwatywna
- 1929–1931: Andrew McElwee, Partia Pracy
- 1931–1945: Joseph Nall, Partia Konserwatywna
- 1945–1950: Frederick Lee, Partia Pracy